# Lagărul de concentrare Theresienstadt

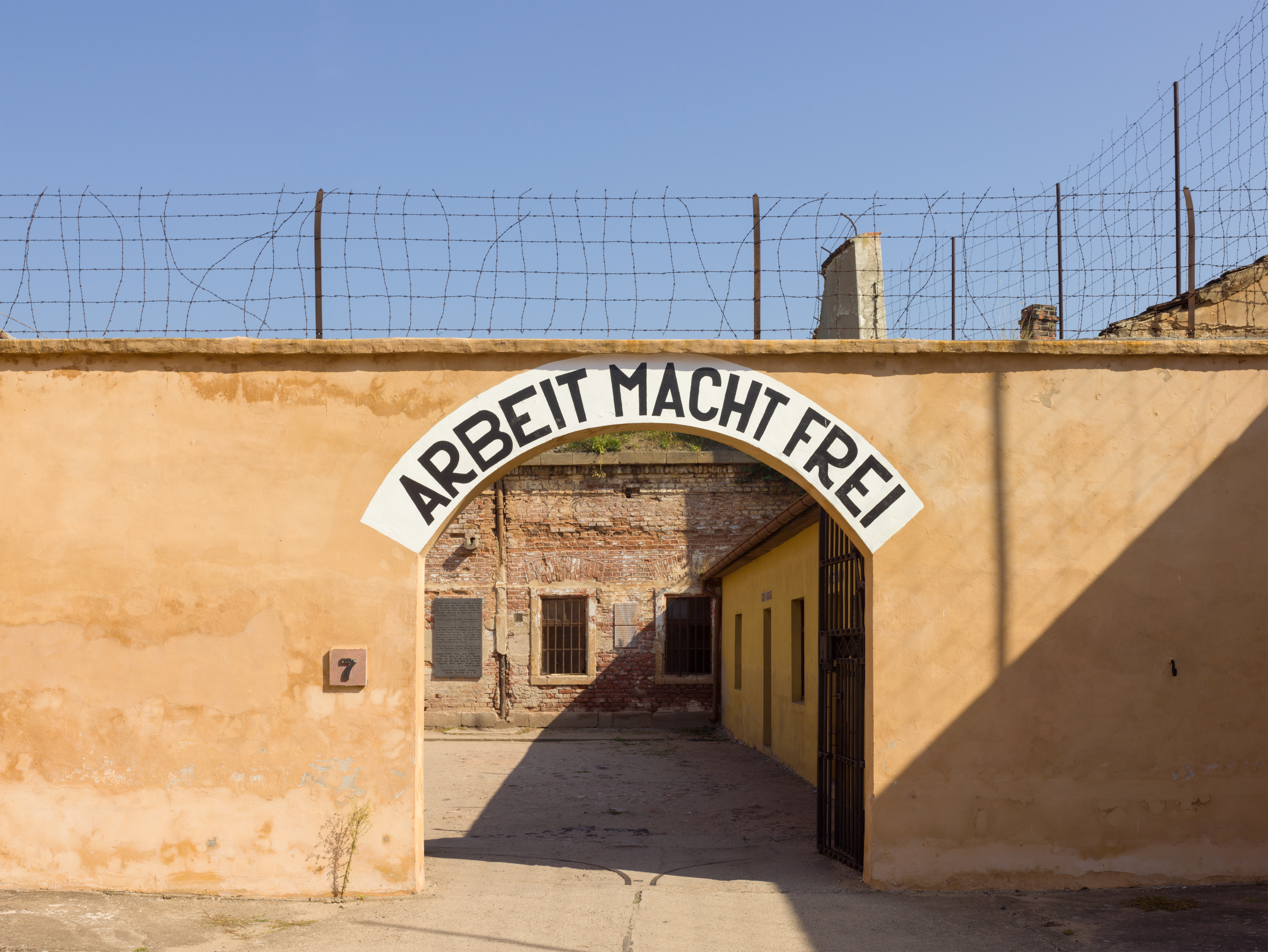
Arcada de deasupra intrării în lagărul de concentrare Theresienstadt cu fraza Arbeit macht frei (Munca te face liber), amplasată la intrarea în mai multe lagăre de concentrare naziste

Lagărul de concentrare Theresienstadt, cunoscut, de asemenea, ca ghetoul Theresienstadt, a fost un lagăr de concentrare înființat de către SS în timpul celui de-al Doilea Război Mondial în orașul garnizoană Terezín (în germană Theresienstadt), situat pe teritoriul ocupat de germani al Cehoslovaciei.
Zeci de mii de oameni au murit acolo, unii uciși pe loc, iar alții din cauza malnutriției și a bolilor. Mai mult de 150.000 de alte persoane (inclusiv zeci de mii de copii) au fost deținuți acolo timp de luni de zile sau ani, înainte de a fi trimiși cu transporturi feroviare către lagărele de exterminare Treblinka și Auschwitz din Polonia ocupată, precum și către lagăre mai mici aflate în alte părți.

## Istoric
Fortăreața Theresienstadt din regiunea de nord-vest a Boemiei a fost construită între anii 1780 și 1790, la ordinele împăratului austriac Iosif al II-lea. Ea a fost concepută ca parte al unui sistem de forturi proiectat, dar niciodată pe deplin realizat, o altă componentă fiind fortul Josefstadt. Theresienstadt a fost numit după Maria Terezia a Austriei, mama împăratului Iosif al II-lea. La sfârșitul secolului al XIX-lea, unitatea era depășită ca fort; în secolul al XX-lea, fortul a fost folosit pentru a găzdui militari și deținuți politici.
Din 1914 până în 1918, Gavrilo Princip a fost închis aici, după ce a fost condamnat pentru asasinarea arhiducelui Franz Ferdinand al Austriei și al soției acestuia, la 28 iunie 1914, care a constituit pretextul declanșării Primului Război Mondial. Princip a murit de tuberculoză în Celula nr. 1 pe 28 aprilie 1918.
După ce Germania a invadat și ocupat Cehoslovacia pe 10 iunie 1940, Gestapo-ul a preluat controlul orașului fort Terezín și a înființat o închisoare în „Cetatea mică” (kleine Festung, orașul cetate de pe partea de est a râului Ohře). Primii deținuți au sosit pe 14 iunie. Până la sfârșitul războiului, au trecut prin cetatea mică peste 32.000 de deținuți, dintre care 5.000 au fost de sex feminin; ei au fost închiși pe diferite perioade. Prizonierii au fost predominant cehi la început, dar mai târziu au fost aduși acolo și prizonieri de alte naționalități, inclusiv cetățeni din Uniunea Sovietică, Polonia, Germania și Iugoslavia. Cei mai mulți au fost deținuți politici.
În 24 noiembrie 1941 naziștii au adaptat „Cetatea mare” (große Festung, adică orașul înconjurat cu ziduri Theresienstadt), situată pe partea de vest a râului, ca ghetou. Evreii supraviețuitori au povestit că mai mult de un an au avut loc ample lucrări în lagăr pentru amenajarea clădirilor pentru a adăposti zeci de mii de oameni.
Începând din 1942, naziștii i-au internați aici pe evreii din Boemia și Moravia, evreii bătrâni și persoane cu „merite speciale” în cadrul Reich-ului, și mai multe mii de evrei din Țările de Jos și Danemarca. Theresienstadt a devenit cunoscută ulterior ca destinație pentru Altentransporte („transporturi de persoane în vârstă”) de evrei germani, mai bătrâni de 65 de ani. Deși, în practică, ghetou, condus de SS, el a servit ca lagăr de tranzit pentru evreii transportați către lagărele de exterminare; el a fost prezentat, de asemenea, ca o „așezare evreiască model” în scopuri de propagandă.
Pe 11 noiembrie 1943, comandantul Anton Burger a ordonat întregii populații a lagărului, aproximativ 40.000 de oameni la acel moment, să stea în frig pe parcursul unui recensământ al lagărului (menționat uneori ca „Recensământul Bohušovicer Kessel”). Aproximativ 300 de prizonieri au murit de hipotermie cu acel prilej.
În timpul unei vizite a Crucii Roșii din 1944 și într-un film de propagandă, naziștii au prezentat Theresienstadt ca așezare evreiască model, dar era în realitate un lagăr de concentrare. Mai mult de 33.000 de deținuți au murit ca urmare a malnutriției, bolilor sau tratamentului sadic al gardienilor. Unii supraviețuitori au susținut că au fost deținute 75.000 de persoane la un moment dat, dar, în conformitate cu înregistrările oficiale, populația maximă a ajuns  (pe 18 septembrie 1942) la 58.491 de prizonieri. Ei au fost înghesuiți în barăci proiectate a găzdui 7.000 de militari.
În toamna anului 1944, naziștii au început lichidarea ghetoului, deportând mai mulți prizonieri la Auschwitz și în alte lagăre; într-o lună, au deportat 24.000 de persoane (aproximativ 18.000 în 11 transporturi efectuate între 28 septembrie și 28 octombrie).

## Statistici

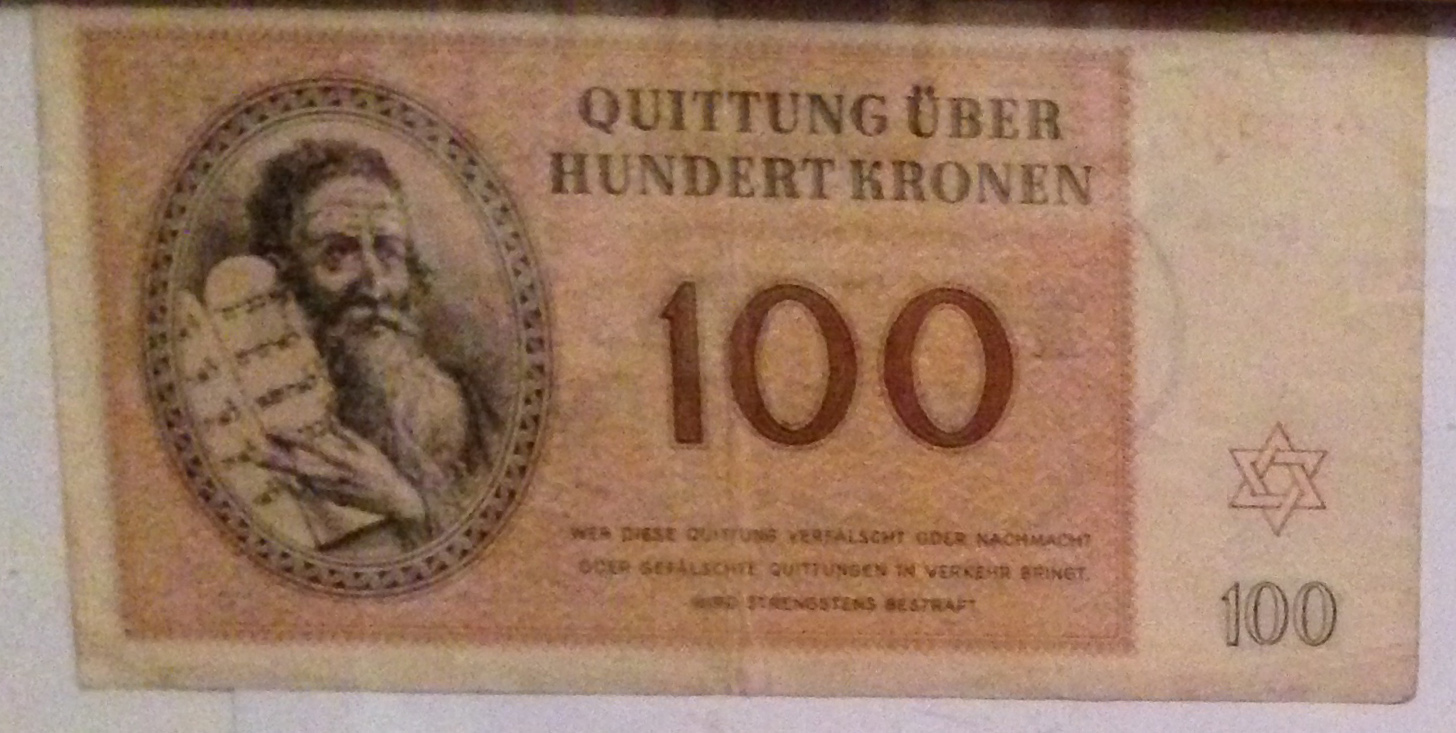
Bancnotă de 100 de coroane emisă în lagărul de concentrare Theresienstadt

Foștii deținuți de la Theresienstadt au povestit cum au primit câte 50 coroane în fiecare lună cu care au putut să-și cumpere unele lucruri. Deținuții care munceau erau plătiți, de asemenea, în această monedă. Aproximativ 144.000 de evrei au fost trimiși la Theresienstadt. Majoritatea deținuților au fost evrei cehi, dar 40.000 erau din Germania, 15.000 din Austria, 5.000 din Țările de Jos și 300 din Luxemburg. În plus, au mai fost deportați în ghetou aproximativ 500 de evrei din Danemarca, evrei slovaci și maghiari. 1.600 de copii evrei din Białystok, Polonia, au fost deportați de la Theresienstadt la Auschwitz; niciunul nu a supraviețuit. Aproximativ un sfert dintre deținuți (33.000) au murit la Theresienstadt, mai ales din cauza condițiilor inumane precum foame, stres și boală. Epidemia de tifos de la sfârșitul războiului a cauzat numeroase morți.
Aproximativ 88.000 de prizonieri au fost deportați la Auschwitz și în alte lagăre de exterminare, inclusiv Treblinka. La sfârșitul războiului, doar 17.247 au supraviețuit. Aproximativ 15 000 de copii au trăit în ghetou. Willy Groag, unul dintre tinerii lucrători sociali, a pretins în mod eronat, după război, că doar 93 au supraviețuit.

## Prizonieri notabili

### Decedați în lagăr
- Esther Adolphine, sora lui Sigmund Freud, a murit pe 29 septembrie 1942
- Alice și Hilde Archenhold, soția și fiica astronomului Friedrich Simon Archenhold[16]
- Eugen Burg, actor de film german, a murit pe 17 aprilie 1944
- Paul Nikolaus Cossmann, editor al ziarului conservator Süddeutsche Monatshefte, a murit pe 19 octombrie 1942
- Ludwig Czech, președinte al Partidului Social-Democratic German din Cehoslovacia interbelică și fost ministru al sănătății și afacerilor sociale, a murit în ghetou pe 20 august 1942
- Robert Desnos, poet suprarealist francez, a murit pe 8 iunie 1945
- Oskar Fischer, medic, a murit în urma unui atac de cord pe 28 februarie 1942.
- Alfred Flatow, gimnast olimpic german, medaliat cu aur la Jocurile Olimpice din 1896, a murit pe 28 decembrie 1942[17]
- Gisela Januszewska, medic, a murit pe 2 martie 1943
- Rudolf Karel, compozitor ceh, a murit pe 6 martie 1945
- Emil Kolben, industriaș ceh (fondator al ČKD), unul dintre pionierii utilizării industriale a electricității, a murit pe 3 septembrie 1943
- Clementine Krämer, scriitoare și activistă în plan social, a murit pe 4 noiembrie 1942
- Friedrich Münzer, profesor german de filologie clasică, a murit pe 20 octombrie 1942
- Margarethe „Trude” Neumann (născută în 1893), fiica lui Theodor Herzl, a murit în 1943
- Auguste van Pels, refugiată evreică de origine germană care a trăit în Anexa Secretă, alături de Anne Frank. (Se crede că a murit în timpul unui transport de evacuare a prizonierilor din Raguhn, o tabără a lagărului Buchenwald, către Theresienstadt), a murit în aprilie 1945[18]
- Georg Alexander Pick, matematician austriac, creator al teoremei lui Pick, a murit pe 26 iulie 1942 după două săptămâni de detenție[19]
- Ludwig Pick, patolog german după care au fost numite boala Niemann-Pick și sindromul Lubarsch-Pick, a murit pe 3 februarie 1944
- Samuel Schallinger, om de afaceri austriac, coproprietar al hotelurilor Imperial și Bristol din Viena, a murit în 1942 [20]
- Margarete Schiff, fiica psihoterapeutului Josef Breuer, a murit pe 9 septembrie 1942
- Zikmund Schul, compozitor, a murit pe 2 iunie 1944
- Amalie Seckbach (născută Buch), pictoriță și sculptoriță renumită, a murit pe 10 august 1944[21]
- Mathilde Sussin, actriță, a murit pe 2 august 1943
- Ernestine Taube, mama pianistului și compozitorului Artur Schnabel, a rămas la Viena după Anschluss și în august 1942, la vârsta de 83 de ani, a fost deportată în lagărul de concentrare Theresienstadt, unde a murit două luni mai târziu.
- Josefine Winter, fiica Helenei și a lui Rudolf Auspitz

### Supraviețuitori
- Michael Gruenbaum, autor al Somewhere There is Still a Sun
- H. G. Adler, scriitor și savant de limbă germană
- Karel Ančerl, dirijor ceh
- Inge Auerbacher, autoare a 6 cărți (inclusiv trei cărți de memorii despre experiențele ei în Terezin și despre perioada de recuperare de după război) și a subiectului unui nou joc, The Star on My Heart (noiembrie 2015)
- Yehuda Bacon, artist israelian
- Leo Baeck, rabin german
- Elsa Bernstein, dramaturgă austro-germană
- Ilse Blumenthal-Weiss, poetă germană[22]
- Emil František Burian, dramaturg, actor, compozitor și scriitor comunist ceh
- Ellen Burka, patinatoare și antrenoare neerlandezo-canadiană
- Kurt Epstein, poloist olimpic ceh
- Viktor Frankl, neurolog și psiholog austriac
- Jaro Fürth, actor austriac
- Richard Glazar și Karel Unger, care au fost transferați ulterior la Treblinka, de unde au evadat în cele din urmă
- Alice Herz-Sommer, pianistă cehă; subiectul documentarului The Lady in Number 6. A murit la 110 ani, pe 23 februarie 2014, fiind cea mea bătrână supraviețuitoare cunoscută a Holocaustului.
- Berthold Jeiteles, om de știință, cercetător talmudic și descendent al unei familii importante din Praga[23]
- Ivan Klíma, romancier ceh
- Egon Lánský, jurnalist și politician ceh de origine slovacă
- Arnošt Lustig, romancier ceh
- Paul Mahrer, jucător profesionist de fotbal, a murit în 1984 la Santa Monica, CA
- Arnošt Reiser, profesor de chimie, autor și inventator[24]
- Zuzana Růžičková, clavecinistă cehă
- Sam Swaap, violonist și dirijor neerlandez
- Emil Utitz, profesor de limbă germană, născut în Praga
- Ela Weissberger, Pisica din Brundibár, care încă mai interpretează în această operă pentru copii în școlile din întreaga lume, în memoria copiilor care nu au supraviețuit